# Der kleine Vampir – Neue Abenteuer
Der kleine Vampir – Neue Abenteuer is een Duitstalige kinderserie uit 1993 van zender ARD. De serie telt 13 afleveringen en is gebaseerd op de boekenreeks De kleine vampier van de Duitse auteur Angela Sommer-Bodenburg. De reeks baseert zich voornamelijk op de boeken De kleine vampier op reis en De kleine vampier op de boerderij.
In 1985 verscheen al een andere serie: Der kleine Vampir, dewelke gebaseerd is op andere boeken uit de reeks. De nieuwe reeks gebruikt andere acteurs, omdat de originele ondertussen al acht jaar ouder waren. De nieuwe reeks is evenmin een vervolg wat het verhaal betreft. In de eerste serie verhuizen de vampiers al naar een andere locatie omdat vampierenjager Geiermeier de oude begraafplaats liet afbreken. Ook leven nu in de crypte de ouders van Anna en Rüdiger, waar zij in de eerste reeks niet aanwezig waren. In Der kleine Vampir – Neue Abenteuer is het personage "Oom Theodor", zoals in het boek, reeds gestorven daar waar dit een hoofdpersonage was in de reeks uit 1985.

## Synopsis
De tienjarige Anton Bohnsack is bevriend met Rüdiger von Schlotterstein en zijn zus Anna. Antons ouders, Helga en Robert, zijn hiermee niet zo blij omdat Rüdiger en Anna er nogal marginaal uitzien: ze zijn vuil en vreemd gekleed. In werkelijkheid zijn Rüdiger en Anna vampiers die, tezamen met de rest van hun familie, leven in een verborgen crypte op het oude gedeelte van de begraafplaats. Anton beleeft met de vampiers tal van avonturen, die hij ook vertelt aan zijn ouders. Zij geloven hem echter niet en weten dat Anton een fascinatie heeft voor horrorverhalen. Anna en Rüdiger kunnen vliegen dankzij hun vampierenmantels. Zij hebben Anton de vampiermantel van hun oom Theodor, die ooit gedood werd door vampierenjagers, gegeven. Verder is Anna verliefd op Anton.
Anton verheugt zich al op de komende vakantieperiode, maar zijn ouders hebben beslist dat hij mee op reis moet naar een boerderij in Ottenbüttel. Anton vraagt Rüdiger om mee te gaan, maar Rüdiger ziet een (tijdelijk) leven op een boerderij niet zitten. Omwille van een incident tussen Rüdiger en zijn neef Jörg, dient Rüdiger zich voor enige tijd te verbergen. Zo komt hij alsnog met Anna aan op de boerderij.
Rüdiger wordt bijna door de boer gesnapt. Verder blijkt dat dokter Heinrich Stöbermann een vampierenjager is en bevriend met Johann Geiermeier. Geiermeier, eveneens vampierenjager, is de klusjesman en grafdelver van de begraafplaats waar Rüdiger en zijn familie zich verschuilen. Heinrich vermoedt dat er vampieren op en rond de boerderij zijn en schakelt de hulp in van Johann. Geiermeier belandt in een vampierenval die Stöbermann had opgezet, maar overleeft. Daarop vertrekt Geiermeier woedend terug naar de stad en verbreekt zijn vriendschap met Stöbermann.
Anton, die tijdens zijn vakantie heeft leren paardrijden, wint het lokale ruitertoernooi. Later gaat hij met Rüdiger en Anna naar een internationaal vampierenfeest. Tot zijn verbazing zijn Antons ouders ook aanwezig.

## Afleveringen

### 1 Schreck in der Abendstunde (Angst in de nacht)
Anton is nogmaals alleen thuis: zijn ouders, Helga en Robert, zijn naar de bioscoop. Anton beslist om zijn vriend Rüdiger op te zoeken in de crypte waar de vampierenfamilie Schlotterstein zich schuilhoudt. Daar spelen ze "vampier en vampierenjager". Antons ouders komen vroeger thuis dan verwacht en merken dat Anton niet thuis is. Uit ongerustheid bellen zij de politie. Ondertussen is de rest van Rüdigers familie op terugweg naar hun crypte. Ze worden tegengehouden door grafdelver Johan Geiermeier, tevens vampierenjager. Echter kan de familie ontsnappen. Wanneer Anton thuiskomt, dient hij een verklaring te geven aan zijn ouders. Hoewel hij de waarheid vertelt, geloven zij hem niet. Daardoor krijgt Anton de ganse week huisarrest. Zijn ouders vertellen ook dat ze binnenkort op reis gaan naar een boerderij in Ottenbüttel.

### 2 Anna in Not (Anna in nood)
Anna speelt aan de omheining van de begraafplaats wanneer Geiermeier haar kan vastgrijpen. Hij neemt haar mee naar zijn woning. Haar moeder, Hildegard die Durstige (Hildegard de Dorstige), komt dit toevallig te weten. Ze gaat naar het huis van Geiermeier. Hij tracht Anna toe te laten geven dat ze een vampier is. Een huilende Hildegard rent naar hun crypte voor hulp. Rüdiger heeft een plan: Anna moet Geiermeier zien te overtuigen dat zij een mens is. Daarop vliegt hij naar Anton. Anna heeft ook een plan: zij tracht Geiermeier tevergeefs wijs te maken dat Anton haar broer is en dat hij hem moet opbellen. Ondertussen is Rüdiger bij Anton, maar deze kan niet mee omwille van zijn huisarrest. Anton maakt zijn ouders wijs dat hij gaat slapen, maar in werkelijkheid neemt Rüdiger zijn plaats in. Zo kan Anton naar Geiermeier. Als bewijs dat hij een mens is, eet hij knoflook. Dit is voor Geiermeier voldoende om te concluderen dat Anna inderdaad zijn zus en mens is. Daarop laat hij Anna gaan. Anton vraagt Rüdiger of hij mee wil naar de boerderij waar hij op reis gaat, maar Rüdiger ziet dat niet zitten.

### 3 Überraschung in der Nacht (Verrassingen in de nacht)
De ouders van Anton moeten naar een diner en vragen buurvrouw Puvogel, die verslaafd is aan televisie, om op Anton te letten. Anton maakt de oppas wijs dat hij moe is. Stiekem gaat hij met Rüdiger naar de kermis. In het spookhuis mept Rüdiger met een stok op een pop. Dit blijkt geen pop te zijn, maar een neef van Rüdiger: Jörg der Aufbrausende (Jörg de Opvliegende). Hij had zich in het spookhuis verstopt om "een snack" te verschalken. Jörg achtervolgt Rüdiger en zweert hem dat hij al zijn botten zal breken als hij hem te pakken krijgt. Op de kermis loopt ook Geiermeier rond die de twee vampiers opmerkt. Hierdoor staakt Jörg zijn achtervolging. Rüdiger beslist om toch mee te gaan naar de boerderij omdat Jörg hem daar niet zal zoeken.

### 4 Geiermeiers Verdacht (Geiermeiers vermoeden)
Anna leende aan Anton haar vriendenboek waardoor Anton de eerste mens is die een tekst in het boek zet. Het boek komt echter in handen van Geiermeier die nu vermoedt dat Anton en zijn ouders vampiers zijn. Geiermeier sluipt 's ochtends in hun huis en wil Helga en Robert spiesen terwijl zij nog slapen. Anton kan dit nog net verhinderen door de gordijnen te openen en zodoende kan bewijzen dat zijn ouders geen last hebben van het zonlicht. Omwille van de horror-fascinatie van Anton concludeert Geiermeier dat het vriendenboek verzonnen verhaaltjes bevat en geeft dit terug. Zo kan Anton het boek bezorgen aan Anna. De nachtelijke uitstappen van Anton hebben ervoor gezorgd dat zijn schoolresultaten merkbaar verslechteren. Daarom nodigt Schlauberger, de juffrouw van Anton, zijn ouders uit voor een gesprek.

### 5 Der Sarg muss mit (De kist moet mee)
Anton vertrekt weldra met zijn ouders op reis naar een boerderij. Rüdiger wil mee om uit handen te blijven van Jörg. Er is wel een probleem: hoe reist een vampier? Daarom wordt zijn kist ingewikkeld in inpakpaper en verkleedt Rüdiger zich als mens. Zo gaan ze te voet van de Schlotterberg-crypte naar het station. Op de begraafplaats komen ze Geiermeier tegen. Hij aanzag Anton en Anna eerder als vampier, maar is nu van mening dat zij mensen zijn. Rüdiger aanziet hij, dankzij zijn kledij, als Tiroler. De kinderen maken Geiermeier wijs dat in het grote pak 7000 knoflookstrengen zitten, waarop Geiermeier hen helpt met het dragen van de kist. Net nadat de trein vertrekt, komt Geiermeier er toch achter dat Rüdiger een vampier is. Logischerwijs weet hij dat Anna nu ook een vampier is. Hij loopt haar achterna, maar Anna kan ontsnappen. Ondertussen is Jörg in de crypte van de Schlottersteins op zoek naar Rüdiger.

### 6 Nächtliche Bahnfahrt (De nachtelijke treinreis)
Tijdens de nachtelijke treinreis naar Ottenbüttel spelen Anton en Rüdiger mens-erger-je-niet. Wanneer een oude dame het compartiment betreedt, treedt er een probleem op: Rüdiger heeft nog niet gegeten en wil de oude dame als maaltijd. Hij vliegt op haar af. De oude dame merkt dit, vlucht en trekt aan de noodrem. Anton tracht de conducteur uit te leggen dat de oude dame zich heeft verkeken en dit alles een misverstand is. De treinreis gaat verder, maar even later stelt Rüdiger zich aan de oude dame voor als vampier waardoor zij flauwvalt. Omdat de jongens nu al twee keer voor heibel hebben gezorgd, worden ze van de trein gezet en dienen ze de rest te voet te doen.

### 7 Angst um Rüdiger (Paniek om Rüdiger)
Anton en Rüdiger komen aan op de boerderij. Anton gaat onmiddellijk op zoek naar de kist van Rüdiger en waar hij het best kan overnachten: dit wordt de oude molen. Hij ontmoet ook Hermann en Johanna Hering, de kinderen van de boer. Tante Dorothee, nog steeds in de familiecrypte, komt tot besef dat er op het platteland nogal wat vampierenjagers zijn en reist hen achterna. De boerin ontdekt dat de kippen uit hun hok zijn verdwenen. Ze vindt ook een vreemde mantel. Ze laat dokter Stöbermann komen voor onderzoek: hij is van mening dat dit het werk is van vampiers.

### 8 Glück im Unglück (Geluk met een ongeluk)
Anton is ziek en zijn moeder laat dokter Stöbermann komen. Anton komt te weten dat Stöbermann ook een vampierenjager is. Boer Hering gebruikt de mantel van Rödiger als vogelverschrikker in een van zijn velden. Anna, die bij vertrek naar Ottenbüttel moest vluchten voor Geiermeier, is nu te voet onderweg. Wanneer zij aan deze weide komt en de mantel ziet, vreest ze dat haar broer niet meer in leven is. Net op dat ogenblik komt Stöberman langs met zijn Dalmatiër Brutus. Hij is op zoek naar vampieren en vindt de wenende Anna. Zij zegt Stöberman dat ze op zoek is naar haar vriend Anton. Daarop neemt Stöberman haar mee naar de boerderij. Niet veel later zien Stöbermann, Anna en Anton hoe Rüdiger in een boom moet vluchten voor Brutus. Anna en Anton kunnen Stöbermann overtuigen dat Brutus Rüdiger niet aanvalt omdat hij een vampier zou zijn, maar dat de hond wellicht geschrokken is.

### 9 Vom Teufel geritten (Over de duivel gesproken)
Het boerderijleven begint Rüdiger stilaan te bevallen. Hij, Anna en Anton vinden in een wei paarden en rijden sindsdien elke nacht stiekem met hen. Enkele dagen later belt boer Hering naar Stöbermann met de melding dat zijn paarden voor een ongekende reden doodmoe zijn. Stöbermann denkt een verdachte te hebben, wat hem wordt bevestigd wanneer hij Anna door de wei ziet vliegen. Daarop belt hij naar zijn vriend Geiermeier. Beide vampierjagers zetten een hinderlaag op. Geiermeier belandt in een vampierenval die werd opgezet door Stöbermann en vertrekt de volgende dag kwaad weg. Hij verbreekt ook zijn vriendschap met Stöbermann. Anton wint het jaarlijkse ruitertoernooi.

### 10 Der unheimliche Organist(De angstaanjagende organist)
Anna is jarig en nodigt Anton uit voor haar verjaardagsfeestje in een ietwat verder gelegen kerk. Stöbermann vindt hen daar en kan Anton vastpakken. Anna kan tijdig vluchten. Anton kan Stöbermann overtuigen dat hij zich verbergt voor een duistere vampier en dat hij niet alleen naar huis durft. Stöbermann neemt daarop Anton mee naar de boerderij en wil van Anton weten hoe de vampier eruitziet. Rond dezelfde tijd komt tante Dorothee aan in Ottenbüttel en verbergt zich ook in de oude molen. Enkele dagen later blijkt dat de vampier die Anton heeft omschreven degelijk bestaat. Dit blijkt Ludwig der Fürchterliche (Ludwig de Verschrikkelijke) te zijn, de vader van Anna die zich ook in de molen verschuilt. Hij en Anna gaan naar de oude kerk waar Ludwig voor haar op het orgel speelt. Stöbermann ontdekt dit en wil dat Anton aan zijn zijde staat als vampierenjager. 's Avonds nodigt boer Hering dokter Stöbermann, Helga en Robert uit om iets te drinken. Antons moeder ziet door het raam een soort vleermuis en beseft dat dit mogelijk een vampier is.

### 11 Die Gruselshow (De Griezelshow).
Anton ontdekt dat Stöbermann vampiervallen heeft gemaakt in de vorm van doodskisten. Hij waarschuwt de vampiers hierover. Ondertussen heeft de Amerikaanse familie Peanuts, op reis in Duitsland, de oude molen ontdekt en wil deze kopen. Lumpi, de oudere broer van Anna en Rüdiger, is ondertussen ook gearriveerd. Hij heeft een idee: ze verrassen de Amerikanen met een griezelshow. De familie Peanuts denkt echter dat de show een attractie is en zijn zeer enthousiast. Nu willen ze niet enkel de molen, maar ook de "acteurs" meenemen naar Amerika om daar voorstellingen te geven. Hun mening verandert wanneer meneer Peanuts zich in een doodskist legt, dewelke eigenlijk een vampierenval is van Stöbermans. Door dit incident vertrekken de Peanuts en willen de molen niet meer kopen omdat het er wemelt van vampiers.

### 12 Der blutrote Rubin (De bloedrode robijn)
Stöbermann is er zeker van: er zitten vampiers in de oude molen. Ondanks Anton tracht om Stöbermann tegen te houden, vindt hij toch de kist van Rüdiger. Deze blijkt leeg te zijn. De vampierfamilie is ondertussen terug naar hun eigen crypte om een rode robijn op te halen. Deze is een soort van wisselbeker die wordt uitgereikt tijdens het internationale vampierenfeest en die 130 jaar geleden aan de Schlottersteins werd toevertrouwd. Er ontstaat paniek wanneer blijkt dat de robijn verdwenen is. De grootouders van Rüdiger, Sabine der Schrecklichen (Sabine de Verschrikkelijke) en Wilhelm dem Wüsten (Wilhelm de Woeste) vermoeden dat de robijn 100 jaar geleden werd gestolen door vampierenjager Kuno Bösermann toen hij vampier Viktoria die Unglückliche (Viktoria de Ongelukkige) spieste. Verbouwereerd gaan de vampiers terug naar de oude molen. Wanneer Anton het verhaal verneemt van de rode robijn gaat hij samen met Rüdiger en Anna op zoek naar aanwijzingen. Ze komen te weten dat Stöbermann de echte achternaam is van Kuno en zodoende de grootvader van dokter Stöbermann. Ze doorzoeken zijn huis en vinden de rode robijn.

### 13 Das Vampirfest (Het vampierenfeest)
Het internationale vampierenfeest gaat door in een verlaten fabrieksruimte niet ver van de oude molen. Anton, verkleed als vampier, gaat mee met Rüdiger en Anna. Hij wordt voorgesteld als Uwe der Unerschrockene (Uwe de Onverschrokkene). Anton is versteld als hij zijn ouders, eveneens verkleed als vampier, aantreft. Zij zijn van mening dat ze figuranten zijn van een vampierenfilm. Antons vampiervrienden stellen daarom voor dat zijn ouders zich dienen voor te stellen als de "Skorpio-clan", een gevreesde vampierenfamilie. Zo zullen zij ongeschonden het feest kunnen bijwonen en verlaten. Tijdens het hoogtepunt van het feest krijgt Anton de hoogste eervermelding waardoor hij de rode robijn in bezit krijgt. Er is wel een probleem: hij moet binnen 130 jaar met zijn familie het internationale vampierenfeest organiseren. Daarom weigert Anton de prijs en zegt hij dat hij nog maar pas vampier is en zodoende eigenlijk nog niet in aanmerking komt om al zulke hoge erevermelding te ontvangen. Niet veel later gaat Antons moeder een luchtje scheppen. Daar wordt zij overmeesterd door Stöbermann die haar wil spiesen. Zij kan echter tijdig haar valse vampiertanden verwijderen om aan te tonen dat zij een mens is. Een verwarde Stöbermann druipt af. De volgende dag reist de familie Bohnsack terug naar huis en nemen Rüdigers doodskist mee. Helga en Robert denken dat dit een attribuut is van de film.